# Arco di Medinaceli

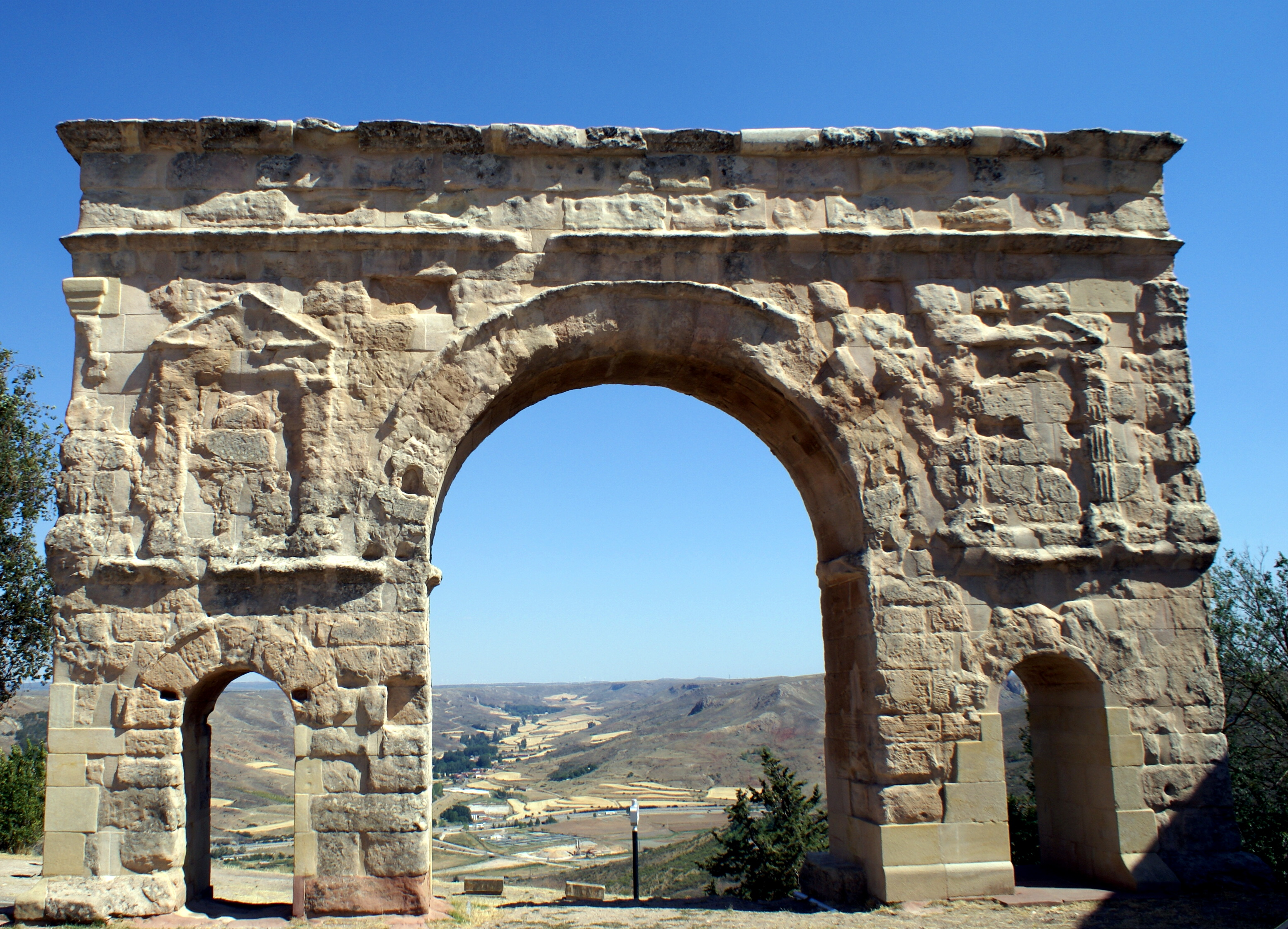
Arco romano di Medinaceli, facciata nord

L'arco di Medinaceli è un arco romano a tre fornici, situato a Medinaceli (provincia di Soria nella comunità autonoma spagnola di Castiglia e León), antica Ocillis.
L'arco venne edificato sulla sommità di una collina che dominava la valle del fiume Jalón in opera quadrata di blocchi di arenaria di dimensioni diverse. Aveva la funzione di porta di accesso della città romana. Il fornice centrale consentiva il passaggio di veicoli e animali, mentre le porte laterali erano riservate ai pedoni.
La localizzazione ad un'altitudine di circa 1.200 m e il clima rigido hanno provocato la perdita delle decorazioni scolpite in particolare sui lati sud ed est, rivolti verso la valle.

## Descrizione
L'arco misura complessivamente 8,10 m di altezza per 13,20 m di larghezza e 2,10 m di spessore.
I fornici laterali avevano 1,30 m di luce e un'arcata costituita da sette conci uguali. Al di sopra di essi corre una coronamento modanato che prosegue sui lati corti dell'arco e nel passaggio centrale, costituendo il coronamento di imposta del fornice centrale. Quest'ultimo ha 4,90 m di luce e l'arcata costituita da 23 conci.
Al di sopra dei fornici laterali sono presenti delle nicchie poco profonde, inquadrate da due lesene con capitelli corinzi sorreggenti una trabeazione con frontone triangolare e poggianti sopra la modanatura di coronamento inferiore.
Agli angoli sono presenti lesene scanalate che sorreggono un coronamento simile a quello inferiore, che corre sui quattro lati dell'arco, e sopra di questo è un attico, con un ulteriore coronamento sporgente. Le lesene angolari non partono dalla base dell'arco ma al di sopra della modanatura superiore: inferiormente, infatti l'arco era inglobato nelle mura cittadine.
Sull'attico era presente un'iscrizione con lettere di bronzo dorato, di cui restano solo i fori delle grappe di fissaggio, variamente ricostruita.

## Datazione e iscrizione
La datazione dell'arco è stata attribuita da diversi studiosi ad epoche diverse, dal 2 d.C., in base al riconoscimento nell'iscrizione di una dedica a Lucio Cesare dopo la sua morte, o comunque all'età augustea o al massimo giulio-claudia. per la forma semplice e poco sporgente della decorazione architettonica applicata. Sono state anche proposte datazioni in età traianea o adrianea, o nella prima metà del II secolo, per una somiglianza della struttura decorativa con quella dell'arco detto di Traiano a Timgad, e ancora fino all'epoca severiana. I frammenti ceramici associati alla muratura delle mura collegate all'arco e costruite contemporaneamente ad esso, rinvenute in uno scavo del 1991, suggeriscono una data nel I secolo d.C.
La ricostruzione del testo delle iscrizioni, basata sulla posizione dei fori delle grappe che fissavano le lettere di bronzo, permette di riconoscere sul lato nord il testo "NVMINI AVGVSTO SACRVM" nella prima riga e forse "OCILITANI ARCVM EREXERVNT" nella seconda riga ("Gli Ocilitani eressero l'arco consacrato al numen augusto"). Sul lato meridionale l'iscrizione ricostruita è stata letta: " NVMINI IMPERATORIS DOMITIANI AVGUSTI GERMANICI ("consacrato al numen dell'imperatore Domiziano Augusto Germanico"), consentendo di datare l'arco all'epoca flavia.